# ورخ-چومانکا
ورخ-چومانکا (به لاتین: Verkh-Chumanka) یک منطقهٔ مسکونی در روسیه است که در سرزمین آلتای واقع شده‌است.